# 喀拉米兰河
喀拉米兰河，位于中华人民共和国新疆维吾尔自治区巴音郭楞蒙古自治州且末县西南部的一条河流，发源于昆仑山北坡凌云山冰川，先由东向西流，出山口以后自东南向西北流，穿过315国道后，散失于青格里克湖湿地。山口以上河流全长78千米，流域面积2923平方千米，年均径流量1.69亿立方米。